# ヤコポ (ミュージシャン)
ヤコポ（原語名：iakopo）は、国際的ミュージシャン。 2010年、彼は「iakopo」という名前でソロアーティストとして音楽活動を開始した。ヤコポはカリフォルニアのロサンゼルスで12月30日生まれ、本名はジェイコブスコットジョーンズ。 
母親はドイツ系アメリカ人。 
過去には「キーズ・オブ・クリエーション（Keys of Creation）」という芸名で活動をしていた。「i」と「l」という二つのアルファベットを区別するため、その芸名「iakopo」のイニシャルは通常小文字である。 

## 人生とキャリア

### 人生の初期（デビュー前）
ヤコポはカリフォルニア州ファウンテンバレーで生まれた。 彼は敬虔なモルモン教徒の家庭に生まれ、6人兄弟の二番目。 小さいころ、ヤコポはサモアにある男子校、パラダイス・コーブ・アカデミー（Paradise Cove Academy）に入れられた。 
ヤコポの人生は独特である。彼は１２歳からサモアで生活し、最終的にはサモアのある家族の養子になった。 島の生活になじんでいくうちに、ヤコポは大自然と歌への愛を見出していった。 サモアのペセガ・チャーチ・カレッジ（Pesega Church College）で学びながら、彼は地元のレゲエバンドと共に多くの歌を歌った。
ヤコポは言う：サモアの文化は、私に人生と尊敬について多くを教えてくれた。そして私の魂を養ってくれた。 
ヤコポがサモアを訪れるドキュメンタリー撮影がサモアで２０２０年に行われた。（２０２１年公開予定） 

### 2000–2005：アーティストになる過程
2000年に高校を卒業したのち、ヤコポはサモアを出て米国に戻った。 音楽への情熱を持ち帰りサンプルレコードの作成を始め、米国のさまざまな都市の路上でテープを販売していた。 当時、彼は最初の芸名「レイン・フリー（Rein Free）」として、多くの一般客から愛されていた。2004年、彼は「リアライゼーション（Realization）」というアルバムを自費でリリースした。このアルバムのアンダーグラウンドにおける成功により、彼は2005年に自身初となるレコード会社からの契約のオファーを受けることになる。しかし彼はそれを断り、芸名を「キーズ・オブ・クリエーション（Keys of Creation）」に変更し、新しいアルバム『レット・ユア・ライト・シャイン（Let Your Light Shine）』をリリースした。

### 2006–2010：Keys of Creation、『Let Your Light Shine』と『Born To Win』
Peter Tosh、Anthony B、Sizzla、Bob Marleyなどのアーティストから影響を受け、2006年12月12日、ヤコポは独自にアルバム『レット・ユア・ライト・シャイン（Let Your Light Shine）』をリリースした。同名シングル「Let Your Light Shine」と「Love Jah」は、米国、 ハワイ 、 ポリネシア、アジア、ヨーロッパでレゲエ音楽ランキングのトップになった。  
この成功により、彼は1980エンターテインメント（1980Entertainment）とレーベル契約を締結し、影響力のある多くのレゲエアーティストと同じ舞台に立つようになった。 
2007年、ハワイと米国西海岸へのツアー、2008年にはTribal Seedsなどと共に大規模なサマーツアーで演奏し、また、レゲエ歌手Half Pintがサンディエゴのワールド・ビート・センター（World Beat Center）で開催した、2008年のコンサートのオープニングセレモニーで演奏した。2009年、Israel Vibrations、Junior Reid、Midnite、Collie Buddz、Messenga Selahなどのサポートとしてツアーに参加した。
このツアー中、彼はアルバム『ボーン・トゥ・ウィン（Born To Win）』を書きあげた。 彼はこのとき曲に自分の中に根付いている「島の魂」を込めていた。それはシングル「ポリネシアの心（Heart of Polynesia）」から感じることができる。これは、ハワイアンのラジオ局でナンバーワンとなった彼の曲の一つであり、2008年の国際ミュージックビデオ賞（the International Music Video Award for World Music 2008）を受賞した曲でもある。

### 2011-2014：ヤコポ、『808 Maui』、シングル、『One Forever』
ヤコポはハワイから2010年に日本に活動拠点を移した。当時のマネージャーと契約を獲得し ユニバーサルミュージックジャパンからコンピレーションCD『808 マウイ（808 Maui)』をリリース。『808 Maui』にはシングルの「 バイ・マイ・サイド （By My Side）」を含む、彼の4作品が収録されている。「By My Side」の”Fallen”リディムはCitizen Kによってプロデュースされ、この曲をイギリスのレゲエ音楽ランキングのトップに押し上げた。
2011年11月20日、ヤコポは”Blindfold”リディムに乗せて、Citizen Kともう一曲 「ビー・ウィズ・ミー（Be with me）」を発表している。 2012年4月2日の時点でも、このリディムはfiwehで最も人気があった。 また、ユニバーサルはヤコポとInfinity 16のコラボを企画し、2011年9月28日、シングル「バウンス（Bounce）」のリリースとして結実した。 この曲は発売日に7,000ユニットの売上を達成し、2週間連続で日本一のシングルとなり、同時に日本のモバイルダウンロードランキングでも1位を獲得した。
ヤコポは自身のブランド「ライオンズシェア（LionzShare）」を立ち上げた。 2011年12月12日に彼はLionzShareから初のシングル「フライ（FLY）」をリリースした。 リリース後、この曲はレゲエジオン1位になり、1ヶ月間順位を維持した。 その後、2012年2月2日には「VIP」がリリースされた。 
2012年3月26日にシングル「レメディ（Remedy）」をリリース。 この曲は、Citizen KがプロデュースしFionaがコーラスを担当。いくつものブログ  でレポされ、ヤコポ初の公式ビデオ付きシングルである。 「Remedy」はBetelnutradio.comで2位を達成している。アムステルダムのLionsFaceラジオ局もヤコポを特集しインタビューを行った。 
続くシングル「ホット・サマー（Hot Summer)」は2012年6月18日にリリース。 この曲は、ヤコポが書きLionzShare StudioのSoren Cash Petersenがプロデュースした。 2012年8月30日の時点で、4週連続太平洋ランキングのトップ20に選ばれ、最高5位にまで上り詰めた。
2013年から2014年の間、ヤコポは音楽だけに集中し、彼のスタイルを世界に紹介しようとしていた。 2013年、ヤコポはイベント「アイランド•フィーバー（Island Fever）」を開催し、レゲエと環境保護の調和を東京にもたらした。 「アイランド•フィーバー」の成功を受けて、ヤコポは2013年夏にハワイツアーを敢行した。日本に戻ったのち、シングル「アイ・ビリーブ （I Believe）」、「ホウェン・アイ・シー・ユー・スマイル （When I See You Smile） feat. Kalisi」をリリース。 
2014年には、4枚目のアルバムの準備のため、ヤコポはスタジオにこもっていた。そしていくつかのシングルをリリースし、「ワン・フォーエバー（One Forever）」、「ワッチャ・セイ （Whatcha Say）」、「トゥナイト（Tonite）」はそれぞれ音楽ランキング1位を獲得。 2014年10月には『ワン・フォーエバー（One Forever）』という同名アルバムを正式リリースした。 

### 2015年から現在まで
2015年、ヤコポは日本への移住以来最大の旅行をした。それは、 ジャマイカへのインスピレーションのための旅。  長年日本でユニバーサルと過ごしたのち、ヤコポはジャマイカで音楽の探検をし始めた。 ヤコポは、ジャマイカの島の文化と原始的な音に夢中になっていた。 
Morgan HeritageのGramps Morganとコラボしてシングル「スーパーナチュラル（Supernatural）」をリリース。  ジャマイカに滞在して、Blaze Ent RecordsのStylezやジャマイカのトップクラスのプロデューサー達とパートナーを組み、アルバム『The Introduction』を制作していた。 
有名なジャマイカのダンスホールプロデューサーであるRvssianと組んで、ヒット曲「タッチダウン（Touch Down）feat. Shaggy」を制作し、   この曲は、米国のビルボードダンスチャートトップ100に41位で初登場し、31位を獲得した。
2019年4月にリリースした「STAY」は全米中のラジオで毎日のように流れ大ヒットした。
2019年10月ジャマイカのFuture Famboとコラボレーションし「How We Do It」をリリース。
アフリカのガーナのラジオ番組で大きく取り上げられるなどし、How We Do ItはヤコポのSpotifyでは１位のストーリング数となっている。
また11月にはRvssianプロデュースの「Late Night Call」、2020年１月「Blue Skies」「Swich Up」3月にはRvssianプロデュース「Rock Away」と、「Diploma」をリリース。
「Diploma」は、Instagramで世界中でダンスビデオを若者がこぞって投稿した。
2020年にはサモアの子ども達を支援する1万人規模のイベント「I LOVE SAMOA　2020」ツアーに参加。ツアーは、ニュージーランドのVodafone Centerからスタートし、オーストラリア、サモアと５公演に参加。各国の地元テレビやラジオにも連日出演した。
サモアではLAULII PRIMARY SCHOOLという小学校をツアーのプロモーターでミュージシャンのBrother D達と訪問した。 
I LOVE SAMOA 2020の音楽ツアーを通して村の伝染病で亡くなった赤ちゃん達の家族と、村に来た津波で亡くなった子ども達の家族に寄付をし、子ども達がヤコポ達を大歓迎し全員で校庭で大合唱を彼らに送った。 
2020年には5月グラミー賞受賞歌手のSean Paulとのコラボレーション曲「Closer To You」をリリース。
同曲には、フォーブスが選ぶアフリカの注目セレブTOP１３に入っているアフリカで大人気のグループR2Beesのメンバーのムギーズと、Drei Rosも参加した。ヤコポはレゲエだけではなく、ヒップホップの要素が入った音楽やアコースティックギターの弾き語りなども歌えるワールドミュージックシンガーであり、レゲエという１つのジャンルにはとらわれていない多彩なアーティストである。
7月には、OZworldとWil Make-Itとコラボレーションソング「Fade Away」をリリース、７月末には、「What I Need」をリリースし、10月にはBack Forthをリリースした。
全米トップの2人のラッパー２CHAINZ とLIL WAYNEとのコラボレーション曲「TOP OF THE HILL」をリリースした。
また、アルバム「Dreamin'」は、リリースより１ヶ月ちょっとで６,０５１、２０４のストリーミングを記録した。

## 音楽作品
| シングル/アルバム                                    | シングル/アルバム | シングル/アルバム |
| タイトル                                             | 年                | タイプ            |
| ---------------------------------------------------- | ----------------- | ----------------- |
| Let Your Light Shine                                 | 2006              | アルバム          |
| Love Jah                                             | 2006              | シングル          |
| Born To Win                                          | 2009              | シングル          |
| Heart of Polynesia                                   | 2009              | シングル          |
| By My Side                                           | 2010              | シングル          |
| Bounce                                               | 2011              | シングル          |
| Flying In Love                                       | 2011              | シングル          |
| Living In Harmony                                    | 2011              | シングル          |
| Rhythm of Love                                       | 2011              | シングル          |
| Baby Girl                                            | 2011              | シングル          |
| FLY                                                  | 2011              | シングル          |
| WINE SLOW                                            | 2012              | シングル          |
| Tokyo Party                                          | 2012              | シングル          |
| VIP                                                  | 2012              | シングル          |
| Remedy                                               | 2012              | シングル          |
| Hot Summer                                           | 2012              | シングル          |
| Break Free (feat. Lukie D)                           | 2012              | シングル          |
| Love Like This                                       | 2012              | シングル          |
| When I See You Smile (feat. Kalisi)                  | 2013              | シングル          |
| I Believe                                            | 2013              | シングル          |
| Lion Stylee                                          | 2013              | シングル          |
| Another Rainbow (Pop Radio Edit)                     | 2013              | シングル          |
| Good Love                                            | 2014              | シングル          |
| Let It Go                                            | 2014              | シングル          |
| One Forever                                          | 2014              | シングル          |
| Supernatural                                         | 2015              | シングル          |
| Touch Down (Feat. Shaggy)                            | 2015              | シングル          |
| The World Must Change (Feat. Jah Cure)               | 2016              | シングル          |
| Free up the herb                                     | 2016              | シングル          |
| Chant                                                | 2016              | シングル          |
| In the Back                                          | 2018              | シングル          |
| My Revolution                                        | 2018              | シングル          |
| Never Letting Go                                     | 2019              | シングル          |
| Sometimes                                            | 2019              | シングル          |
| Brown Eyed Girl                                      | 2019              | シングル          |
| Stay (feat. JOEY DJIA)                               | 2019              | シングル          |
| How We Do It                                         | 2019              | シングル          |
| Late Night Call                                      | 2019              | シングル          |
| Merry Like Christmas                                 | 2019              | シングル          |
| Waves                                                | 2019              | シングル          |
| Blue Skies                                           | 2020              | シングル          |
| Switch Up                                            | 2020              | シングル          |
| Rockaway                                             | 2020              | シングル          |
| Diploma                                              | 2020              | シングル          |
| Sugar Plum                                           | 2020              | シングル          |
| Deja Vu                                              | 2020              | シングル          |
| Closer to You (Feat. Sean Paul)                      | 2020              | シングル          |
| Fade Away (With. OZworld a.k.a. R'kuma, Wil Make-it) | 2020              | シングル          |
| What I Need                                          | 2020              | シングル          |
| Back Forth (With. Joe Iron)                          | 2020              | シングル          |
| Alone                                                | 2020              | シングル          |

| アルバム『One Forever』 | アルバム『One Forever』             |
| NO.                     | 曲名                                |
| ----------------------- | ----------------------------------- |
| 1                       | Intro with Tokyonesians             |
| 2                       | Break Free feat. Lukie D            |
| 3                       | Whatcha Say                         |
| 4                       | One Forever                         |
| 5                       | I Believe                           |
| 6                       | When I See You Smile (feat. Kalisi) |
| 7                       | Love Like This                      |
| 8                       | Time Of Our Life                    |
| 9                       | Let It GO                           |
| 10                      | Here For You                        |
| 11                      | Tonite                              |
| 12                      | Chasing Rainbows                    |
| 13                      | Miracle                             |
| 14                      | Outro with Tokyonesians             |
| 15                      | Bombonai (feat. Los Cativos)        |

| アルバム『Waves』 | アルバム『Waves』                  |
| NO.               | 歌名                               |
| ----------------- | ---------------------------------- |
| 1                 | Easy                               |
| 2                 | Right Now (feat. Moi)              |
| 3                 | In the Back                        |
| 4                 | The Wave                           |
| 5                 | Never Letting Go (feat. Yaccahmoe) |
| 6                 | On (feat. Bo Napoleon)             |
| 7                 | WWYD (What Would You Do)           |
| 8                 | My Revolution                      |
| 9                 | Warrior (No Worry Girl)            |
| 10                | Don't Mash Up the Vibe             |
| 11                | So Nice                            |
| 12                | Legends                            |

| 共同制作に参加した曲 | 共同制作に参加した曲        | 共同制作に参加した曲 |
| 歌手                 | 曲名                        | 年                   |
| -------------------- | --------------------------- | -------------------- |
| Peacemeka            | Ride With Us (feat. iakopo) | 2012                 |
| Eric Gray            | Life & You (feat. iakopo)   | 2019                 |
| Francesco DeMeo      | This Way (feat. iakopo)     | 2019                 |

| コレクションアルバムに含まれる曲    | コレクションアルバムに含まれる曲    | コレクションアルバムに含まれる曲 |
| 曲名                                | コレクションアルバム                | 年                               |
| ----------------------------------- | ----------------------------------- | -------------------------------- |
| MY EVERYTHING                       | Some Love 愛の唄                    | 2010                             |
| Rhythm of Love                      | 808 MAUI                            | 2011                             |
| Living in harmony                   | 808 MAUI                            | 2011                             |
| By My Side                          | 808 MAUI                            | 2011                             |
| Baby Girl                           | 808 MAUI                            | 2011                             |
| BOUNCE                              | ずっと君と…                         | 2011                             |
| My Everything                       | Some Love Riddim -23Productions     | 2012                             |
| When I See You Smile (feat. Kalisi) | HAWAIIAN CAFÉ 2                     | 2017                             |
| My Love (feat. Lia Caribe)          | Nigel Angus Presents Dane Ray Danza | 2018                             |
| My Revolution [Explicit]            | Kingmaker: The Chronicles           | 2019                             |
| Find My Way [Explicit]              | Kingmaker: The Chronicles           | 2019                             |
| King                                | Quarantine                          | 2020                             |
| I Love Your Body                    | Quarantine                          | 2020                             |

## 受賞
- 「ハートオブポリネシア（Heart of Polynesia）」は、インターナショナルミュージックビデオアワード2009を受賞。
- 「タッチダウン（Touch Down）feat. Shaggy 」は米国のトップ100ビルボードダンスチャートで31位を達成した。

## 参考資料
1. ↑  “the Artist known as Iakopo (the KRucial Interview)”. archive.is (2012年9月8日). 2020年6月28日閲覧。[出典無効]
2. ↑  “Realization, by Rein Free”. Tanan the Infinite. 2020年6月28日閲覧。
3. ↑  “Keys Of Creation - Let Your Light Shine CD Album”. www.cduniverse.com. 2020年6月28日閲覧。
4. ↑  “SUMMER MASSIVE 2007, July 21 2007 at See Description for Location TBA | Clubvibes”. web.archive.org (2014年9月12日). 2020年6月28日閲覧。
5. ↑  “Prime Picks | The San Diego Union-Tribune”. archive.is (2012年9月10日). 2020年6月28日閲覧。
6. ↑  “Reggae Music live at WorldBeat Center- Midnite Roots Reggae from St. Croix - San Diego - tribe.net”. web.archive.org (2015年1月28日). 2020年6月28日閲覧。
7. ↑  “Keys of Creation – Born to Win CD Album”.   Cduniverse.com. 2014年9月12日閲覧。[出典無効]
8. ↑  “Past iMVA Winners & Top Videos”. web.archive.org (2009年9月1日). 2020年6月28日閲覧。
9. ↑  “J-Dung Radio Music Submission – Music, TV Shows, Events, Venues, Business”.   Music.fiweb.com. 2014年9月12日閲覧。[出典無効]
10. ↑  “INFINITY 16 welcomez TEE & hiroko from mihimaru GT「ずっと君と（初回限定盤）」”. web.archive.org (2011年12月9日). 2020年6月28日閲覧。[出典無効]
11. ↑  “レゲエザイオン(REGGAE ZION)｜iPhone・スマホ『レゲエZION』”.   Info.reggaezion.jp. 2014年9月12日閲覧。[出典無効]
12. ↑  “Iakopo "Remedy" [reggae riddims] ~ ESSINCE™”.   Essince.com (2010年6月8日). 2015年8月16日閲覧。
13. ↑  “Iakopo - Remedy Music Video - Maori Music - Island Beats.TV”. web.archive.org (2012年4月13日). 2020年6月28日閲覧。
14. ↑  “New Artist Spotlight: Lakopo - "Remedy" | Dancehall Usa Online Magazine”. web.archive.org (2014年9月12日). 2020年6月28日閲覧。
15. ↑  “iTunes – Music – Hot Summer – Single by Iakopo”. iTunes. 2014年9月12日閲覧。[リンク切れ]
16. ↑  “iTunes – Music – Hot Summer – Single by Iakopo”. iTunes. 2014年9月12日閲覧。[リンク切れ]
17. ↑  “iTunes – Music – Hot Summer – Single by Iakopo”. iTunes. 2014年9月12日閲覧。[リンク切れ]
18. ↑  “Iakopo "One Forever" CD”. CDJapan. 2015年6月17日閲覧。
19. ↑  “Iakopo "One Forever" CD”. CDJapan. 2015年6月17日閲覧。[出典無効]
20. ↑  “Iakopo Makes Reggae Connections While In JA”. Jamaica Gleaner. 2015年6月17日閲覧。[出典無効]
21. ↑  “Gramps Morgan produces single for Iakopo - Entertainment - Jamaica Star - March 20, 2015”. web.archive.org (2015年6月17日). 2020年6月28日閲覧。
22. ↑  “Iakopo: International Reggae Star Touches Down in the U.S.” (英語). NBC News. 2020年6月28日閲覧。
23. ↑  Longeretta, Emily (2016年3月10日). “Iakopo Debuts Sexy ‘Touchdown’ Music Video Feat. Shaggy — Watch” (英語). Hollywood Life. 2020年6月28日閲覧。
24. ↑  “Bounce – Iakopo”.   Iakopo (2011年9月28日). 2014年9月12日閲覧。
25. ↑  “FLY – Iakopo”.   Iakopo (2011年12月12日). 2014年9月12日閲覧。 Singles
26. ↑  “VIP – Iakopo”.   Iakopo (2012年2月2日). 2014年9月12日閲覧。
27. ↑  “Remedy – Iakopo”.   Iakopo (2012年3月26日). 2014年9月12日閲覧。
28. ↑  “Hot Summer – Iakopo”.   Iakopo (2012年6月18日). 2014年9月12日閲覧。
29. ↑  “Break Free – Iakopo”.   Iakopo (2012年8月16日). 2014年9月12日閲覧。
30. ↑  “YouTube - SuperNatural - iakopo (Official Music Video)”. 20200701閲覧。 エラー: 閲覧日が正しく記入されていません。（説明）
31. ↑  “YouTube - iakopo - Touch Down ft. Shaggy (Music Video)”. 20200701閲覧。 エラー: 閲覧日が正しく記入されていません。（説明）
32. ↑  “YouTube - Touchdown Acoustic - Iakopo”. 20200701閲覧。 エラー: 閲覧日が正しく記入されていません。（説明）
33. ↑  “YouTube - iakopo - CHANT (Water Protectors )”. 20200701閲覧。 エラー: 閲覧日が正しく記入されていません。（説明）
34. ↑  “YouTube - iakopo - In The Back (Official Music Video)”. 20200701閲覧。 エラー: 閲覧日が正しく記入されていません。（説明）
35. ↑  “YouTube - iakopo - My Revolution”. 20200701閲覧。 エラー: 閲覧日が正しく記入されていません。（説明）
36. ↑  “YouTube - iakopo - Never Letting Go ft. Yaccahmoe”. 20200701閲覧。 エラー: 閲覧日が正しく記入されていません。（説明）
37. ↑  “YouTube - iakopo x Drei Ros - Stay (ft. Joey Djia)”. 20200701閲覧。 エラー: 閲覧日が正しく記入されていません。（説明）
38. ↑  “YouTube - iakopo x Future Fambo - How We Do It”. www.youtube.com. 2020年6月28日閲覧。
39. ↑  “YouTube - iakopo x Rvssian - Late Night Call”. 20200702閲覧。 エラー: 閲覧日が正しく記入されていません。（説明）
40. ↑  “YouTube -”. iakopo - Switch Up (Official Music Video)閲覧。 エラー: 閲覧日が正しく記入されていません。（説明）
41. ↑  “YouTube - Rockaway - iakopo (Official Rockaway Audio Video) Produced By Rvssian”. 20200702閲覧。 エラー: 閲覧日が正しく記入されていません。（説明）
42. ↑  “YouTube - iakopo - Diploma”. 20200702閲覧。 エラー: 閲覧日が正しく記入されていません。（説明）
43. ↑  “iakopo - Sugar Plum (Rvssian)”. 20200702閲覧。 エラー: 閲覧日が正しく記入されていません。（説明）
44. ↑  “YouTube - iakopo , Sean Paul , Mugeez (R2bees) , Drei Ros [ Closer To You ]”. 20200701閲覧。 エラー: 閲覧日が正しく記入されていません。（説明）
45. ↑  “YouTube - iakopo , OZworld , Wil Make-it [ Fade Away  Audio Visualizer]”. 20200707閲覧。 エラー: 閲覧日が正しく記入されていません。（説明）